# Remco Evenepoel
Remco Evenepoel (Aalst, Flandes Oriental, 25 de enero de 2000) es un ciclista belga que desde 2019 corre para el equipo profesional belga Soudal Quick-Step de categoría UCI WorldTeam.
Es ampliamente considerado como uno de los mejores contrarrelojistas de su generación; es dos veces Campeón del mundo UCI (2023 y 2024), campeón olímpico (2024), y campeón de Europa (2019). También ha encontrado el éxito en las clásicas de un día, ganando Lieja-Bastogne-Lieja dos veces en 2022 y 2023, el Campeonato del Mundo de Ruta de la UCI en 2022, y carrera en ruta olímpica en 2024. También ganó la Vuelta a España en 2022, convirtiéndose en el primer belga en ganar una Gran Vuelta desde 1978.
En su temporada profesional de debut, se convirtió en el ganador más joven de una carrera UCI WorldTour al ganar la Clásica de San Sebastián a los 19 años. Tras una lesión que puso en peligro su carrera en 2020 en Il Lombardia, regresó a la competición en el Giro de Italia 2021. Por sus logros en 2022, fue galardonado con el Vélo d'Or, concedido al ciclista más laureado de la temporada. En 2024 debutó en el Tour de Francia, donde quedó tercero en la general por detrás de Tadej Pogačar y Jonas Vingegaard, llevándose también la clasificación de los jóvenes. Poco después del Tour, se convirtió en el único ciclista masculino en ganar tanto la contrarreloj olímpica como la carrera en ruta, logrando ambas en los Juegos Olímpicos de Verano de 2024.

## Trayectoria
Hijo del exciclista Patrick Evenepoel, comenzó su carrera deportiva como futbolista, jugando como centrocampista en las categorías inferiores del Royal Sporting Club Anderlecht, el PSV Eindhoven, pero después de unos años, a la edad de catorce, regresó de nuevo al Anderlecht. Fue convocado varias veces para la selección belga sub-15 donde jugó 4 partidos, y también fue convocado para la selección belga sub-16 donde jugó cinco partidos. Más adelante, después de algunos contratiempos y desilusiones debido a que pasaba demasiado tiempo en el banquillo le hizo tomar la decisión final de colgar las botas y pasarse al ciclismo a la edad de 16 años. 
En el año 2017 dejó el fútbol para empezar a probarse en el ciclismo en la categoría júnior en el equipo Acrog-Pauwels Sauzen Juniors. Rápidamente se adaptó muy bien a la alta competición y sus primeras victorias las obtuvo en las competencias Aubel-Stavelot Juniors, Route des Géants Juniors, y la Philippe Gilbert Juniors. En ese mismo año compitió en el Campeonato mundial de ciclismo en ruta en Bergen (Noruega), pero no terminó la carrera.
Su inicio de temporada y primera carrera en 2018 en la categoría júnior fue la Kuurne--Kuurne Juniors donde fue el ganador, más adelante, dominó otras competencias de su categoría en Bélgica, República Checa, Francia, Luxemburgo e Italia; siendo uno de los deportistas en la categoría júnior con más victorias en un mismo año. En agosto en Glasgow (Reino Unido), Remco fue el ganador absoluto del Campeonato Europeo de Ciclismo en Ruta en la categoría júnior para la modalidad de ruta y contrarreloj. Sin embargo, sus mejores triunfos en la categoría júnior estaban por venir, en el mes de septiembre en el Campeonato Mundial de Ciclismo en Ruta en Innsbruck (Austria), Remco se coronó como el campeón mundial de ciclismo en ruta en la categoría júnior para las modalidades de ruta y contrarreloj.
Terminados los mundiales de ruta, optó por saltarse el nivel sub-23 y se confirmó que correría como profesional desde 2019 en el equipo Deceuninck-Quick Step de Patrick Lefevere, iniciando su temporada en América del Sur en la Vuelta a San Juan.
El 13 de junio de 2019, en la Vuelta a Bélgica, logró su primera victoria como profesional. Ese año también ganó el Campeonato Europeo Contrarreloj, la Clásica de San Sebastián y la medalla de plata en la contrarreloj individual del Campeonato Mundial.
El 15 de agosto de 2020, durante la disputa del Giro de Lombardía, se precipitó al vacío sufriendo una espectacular caída, por un barranco de casi siete metros. Pese a lo aparatoso de la caída únicamente se fracturó la pelvis y una contusión en el pulmón derecho.
En 2022 se adjudicó su primera gran competición por etapas, la 77.ª edición de la Vuelta a España, siendo el primer belga en ganar una gran vuelta, 44 años después de que Johan De Muynck consiguió el Giro de Italia de 1978. Menos de un mes después, en Australia, conquistó la prueba de ruta del Campeonato Mundial.
Al año siguiente, durante la disputa del Campeonato Mundial de Ciclismo en Ruta de 2023, se convirtió en el ciclista más joven en ganar el mundial contrarreloj. En su defensa de la Vuelta a España conseguida el año anterior, Remco se muestra competitivo hasta la etapa con final en el Col du Tourmalet, donde se descuelga en las primeras rampas del Aubisque y se deja en meta 27 minutos, perdiendo todas sus opciones de revalidar la ronda española.

## Palmarés
| \| Resultados en categoría júnior \| \| -------------------------------------------------------------------------------------------------------------------------------------------------------------------------------------------------------------------------------------------------------------------------------------------------------------------------------------------------------------------------------------------------------------------------------------------------------------------------------------------------------------------------------------------------------------------------------------------------------------------------------------------------------------------------------------------------------------------------------- \| \| 2017 (como júnior)[31] - 1 etapa de la Aubel-Stavelot Juniors - Route des Géants Juniors - Philippe Gilbert Juniors - 1 etapa de la Bizkaiko Itzulia 2018 (como júnior)[31] - Kuurne-Bruselas-Kuurne Juniors - Guido Reybrouck Juniors - Campeonato de Bélgica Contrarreloj Júnior - Campeonato de Bélgica en Ruta Júnior - Carrera de la Paz Júnior, más 2 etapas - Trophée Centre Morbihan Juniors, más 1 etapa - GP Général Patton Juniors, más 2 etapas - Campeonato Europeo Contrarreloj Júnior - Campeonato Europeo en Ruta Júnior - Aubel-Stavelot Juniors, más 1 etapa - 3 etapas de la Aubel-Stavelot Juniors - Campeonato Mundial Contrarreloj Júnior - Campeonato Mundial en Ruta Júnior - Chrono des Nations Juniors \| 2019 - Vuelta a Bélgica, más 1 etapa - 3.º en el Campeonato de Bélgica Contrarreloj - 1 etapa de la Adriatica Ionica Race - Clásica de San Sebastián - Campeonato Europeo Contrarreloj - 2.º en el Campeonato Mundial Contrarreloj 2020 - Vuelta a San Juan, más 1 etapa - Vuelta al Algarve, más 2 etapas - Vuelta a Burgos, más 1 etapa - Tour de Polonia, más 1 etapa 2021 - Vuelta a Bélgica, más 1 etapa - 2.º en el Campeonato de Bélgica Contrarreloj - 3.º en el Campeonato de Bélgica en Ruta - Vuelta a Dinamarca, más 2 etapas - Druivenkoers Overijse - Brussels Cycling Classic - 3.º en el Campeonato Europeo Contrarreloj - 2.º en el Campeonato Europeo en Ruta - 3.º en el Campeonato Mundial Contrarreloj - Coppa Bernocchi 2022 - 1 etapa de la Vuelta a la Comunidad Valenciana - Vuelta al Algarve, más 1 etapa - Lieja-Bastoña-Lieja - Tour de Noruega, más 3 etapas - 1 etapa de la Vuelta a Suiza - Campeonato de Bélgica Contrarreloj - Clásica de San Sebastián - Vuelta a España , más 2 etapas y clasificación de los jóvenes - 3.º en el Campeonato Mundial Contrarreloj - Campeonato Mundial en Ruta | 2023 - UAE Tour - 2 etapas de la Volta a Cataluña - Lieja-Bastoña-Lieja - 2 etapas del Giro de Italia - 1 etapa de la Vuelta a Suiza - Campeonato de Bélgica en Ruta - Clásica de San Sebastián - Campeonato Mundial Contrarreloj - 3 etapas de la Vuelta a España, más clasificación de la montaña y premio de la combatividad 2024 - Figueira Champions Classic - Vuelta al Algarve, más 1 etapa - 1 etapa de la París-Niza - 1 etapa del Critérium del Dauphiné - 3.º en el Tour de Francia, más 1 etapa y clasificación de los jóvenes - Juegos Olímpicos Contrarreloj - Juegos Olímpicos en Ruta - Campeonato Mundial Contrarreloj 2025 - Flecha Brabanzona - 1 etapa del Tour de Romandía - 1 etapa del Critérium del Dauphiné - Campeonato de Bélgica Contrarreloj - 2.º en el Campeonato de Bélgica en Ruta - 1 etapa del Tour de Francia |
| Resultados en categoría júnior | |
| 2017 (como júnior) - 1 etapa de la Aubel-Stavelot Juniors - Route des Géants Juniors - Philippe Gilbert Juniors - 1 etapa de la Bizkaiko Itzulia 2018 (como júnior) - Kuurne-Bruselas-Kuurne Juniors - Guido Reybrouck Juniors - Campeonato de Bélgica Contrarreloj Júnior - Campeonato de Bélgica en Ruta Júnior - Carrera de la Paz Júnior, más 2 etapas - Trophée Centre Morbihan Juniors, más 1 etapa - GP Général Patton Juniors, más 2 etapas - Campeonato Europeo Contrarreloj Júnior - Campeonato Europeo en Ruta Júnior - Aubel-Stavelot Juniors, más 1 etapa - 3 etapas de la Aubel-Stavelot Juniors - Campeonato Mundial Contrarreloj Júnior - Campeonato Mundial en Ruta Júnior - Chrono des Nations Juniors | |

## Resultados

### Grandes Vueltas
| Carrera | Carrera         | 2019 | 2020 | 2021 | 2022 | 2023 | 2024 | 2025 |
| ------- | --------------- | ---- | ---- | ---- | ---- | ---- | ---- | ---- |
|         | Giro de Italia  | —    | —    | Ab.  | —    | Ab.  | —    | —    |
|         | Tour de Francia | —    | —    | —    | —    | —    | 3.º  | Ab.  |
|         | Vuelta a España | —    | —    | —    | 1.º  | 12.º | —    | —    |

### Vueltas menores
| Carrera | Carrera                | 2019 | 2020 | 2021 | 2022 | 2023 | 2024 | 2025 |
| ------- | ---------------------- | ---- | ---- | ---- | ---- | ---- | ---- | ---- |
|         | París-Niza             | —    | —    | —    | —    | —    | 2.º  | —    |
|         | Tirreno-Adriático      | —    | —    | —    | 11.º | —    | —    | —    |
|         | Volta a Cataluña       | —    | —    | —    | —    | 2.º  | —    | —    |
|         | Vuelta al País Vasco   | —    | —    | —    | 4.º  | —    | Ab.  | —    |
|         | Tour de Romandía       | 76.º | X    | —    | —    | —    | —    | 5.º  |
|         | Critérium del Dauphiné | —    | —    | —    | —    | —    | 7.º  | 4.º  |
|         | Vuelta a Suiza         | —    | X    | —    | 11.º | 3.º  | —    | —    |
|         | Tour de Polonia        | —    | 1.º  | —    | —    | —    | —    |      |

### Clásicas, Campeonatos y JJ. OO.
| Flecha Brabanzona       | Flecha Brabanzona       | —    | —   | —    | 6.º  | —    | —   | 1.º  |    |    |
| Amstel Gold Race        | Amstel Gold Race        | —    | X   | —    | —    | —    | —   | 3.º  |    |    |
| Flecha Valona           | Flecha Valona           | —    | —   | —    | 40.º | —    | —   | 9.º  |    |    |
|                         | Lieja-Bastoña-Lieja     | —    | —   | —    | 1.º  | 1.º  | —   | 59.º |    |    |
| Clásica San Sebastián   | Clásica San Sebastián   | 1.º  | X   | —    | 1.º  | 1.º  | —   | —    |    |    |
| Gran Premio de Quebec   | Gran Premio de Quebec   | 99.º | X   | X    | —    | —    | —   |      |    |    |
| Gran Premio de Montreal | Gran Premio de Montreal | 53.º | X   | X    | —    | —    | —   |      |    |    |
|                         | Giro de Lombardía       | —    | Ab. | 19.º | —    | 9.º  | 2.° |      |    |    |
| JJ. OO. (Ruta)          | JJ. OO. (Ruta)          | ND   | ND  | 49.º | ND   | ND   | 1.º | ND   | ND | ND |
| JJ. OO. (CRI)           | JJ. OO. (CRI)           | ND   | ND  | 9.º  | ND   | ND   | 1.º | ND   | ND | ND |
| Mundial en Ruta         | Mundial en Ruta         | Ab.  | —   | 62.º | 1.º  | 25.º | 5.º |      |    |    |
| Mundial Contrarreloj    | Mundial Contrarreloj    | 2.º  | —   | 3.º  | 3.º  | 1.º  | 1.º |      |    |    |
| Europeo en Ruta         | Europeo en Ruta         | —    | —   | 2.º  | —    | —    | —   |      |    |    |
| Europeo Contrarreloj    | Europeo Contrarreloj    | 1.º  | —   | 3.º  | —    | —    | —   |      |    |    |
| Bélgica en Ruta         | Bélgica en Ruta         | 84.º | —   | 3.º  | 37.º | 1.º  | —   | 2.º  |    |    |
| Bélgica Contrarreloj    | Bélgica Contrarreloj    | 3.º  | —   | 2.º  | 1.º  | 4.º  | —   | 1.º  |    |    |

—: No participa

Ab.: Abandona

X: No se disputó

### Récords y marcas personales
- Primer ciclista en la historia en ganar una Gran Vuelta, un monumento, el Mundial en Ruta y el Mundial Contrarreloj.
- Segundo ciclista en la historia en ganar el Mundial en Ruta en la modalidad Júnior (2018) y Élite (2022) tras el estadounidense Greg LeMond en 1979 (júnior), 1983 y 1989 (élite).[33]
- Segundo ciclista en la historia en ganar el Mundial en Ruta y el Mundial Contrarreloj tras el español Abraham Olano.[34][35]
- Segundo ciclista en la historia en ganar el Mundial Contrarreloj en la modalidad Júnior (2018) y Élite (2023) tras el suizo Fabian Cancellara en 1998 y 1999 (júnior), 2006, 2007, 2009 y 2010 (élite).
- Cuarto ciclista en la historia en ganar un Monumento, una Gran Vuelta y el Mundial en Ruta el mismo año tras el italiano Alfredo Binda en 1927, el belga Eddy Merckx en 1971 y el francés Bernard Hinault en 1980.[36]

## Premios y reconocimientos
- Bicicleta de cristal - Mejor ciclista joven (2018)[37]
- Promesa belga del año (2018)[38]
- Deportista belga del año (2019)[39]
- Bicicleta de cristal - Mejor ciclista profesional (2019,[40] 2022)[41]
- Trofeo Flandrien (2022)[42]
- Premio Nacional al Mérito Deportivo de Bélgica (2022)[43]
- Bicicleta de Oro (2022)[44]
- Gigante flamenco: 2022[45]
- La joya deportiva de Flandes: 2022[46]

Una estatua en la montaña de Fóia, en Portugal, se basa en la victoria de Evenepoel en la segunda etapa de la Vuelta al Algarve 2020.

## Equipos
- Acrog-Pauwels Sauzen Juniors (2017-2018)
- Quick Step (2019-)
  - Deceuninck-Quick Step (2020-2021)
  - Quick-Step Alpha Vinyl Team (2022)
  - Soudal Quick-Step (2023-)